# Kubai virágdenevér
A kubai virágdenevér (Phyllonycteris poeyi) az emlősök (Mammalia) osztályának a denevérek (Chiroptera) rendjébe, ezen belül a kis denevérek (Microchiroptera) alrendjébe és a hártyásorrú denevérek (Phyllostomidae) családjába tartozó faj.
Nemének a típusfaja.

## Előfordulása
A kubai virágdenevér élőhelye Kuba szigete és Hispaniola szigete.

## Alfajai
- Phyllonycteris poeyi poeyi - Kuba főszigete és a Isla de la Juventud sziget
- Phyllonycteris poeyi obtusa - Hispaniola

## Megjelenése
Szőre fehér. Szárnyfesztávolsága 29–35 centiméter. Testtömege 15–29 gramm.

## Életmódja
A legtöbb denevérhez hasonlóan a kubai virágdenevér is éjjeli állat. A tápláléka a virágok virágpora.

## Szaporodása
A vemhesség időtartama ismeretlen. A nősténynek 1 csupasz, 5 grammos kölyke van.

### Fordítás
- Ez a szócikk részben vagy egészben  a   Cuban Flower Bat című angol Wikipédia-szócikk fordításán alapul.  Az eredeti cikk szerkesztőit annak laptörténete sorolja fel. Ez a jelzés csupán a megfogalmazás eredetét és a szerzői jogokat jelzi, nem szolgál a cikkben szereplő információk forrásmegjelöléseként.